# 天北新区
天北新区，是位于中华人民共和国新疆维吾尔自治区伊犁哈萨克自治州奎屯市，隶属于新疆生产建设兵团第七师的一个乡镇级行政单位。

## 历史
2002年4月，奎屯市与农七师共同向伊犁哈萨克自治州提出建议，将属于农七师的61平方千米土地纳入奎屯市城市发展规划，统一建设共同管理，并委托农七师全权负责该区域投资、建设、管理以及内部司法、行政和社区服务事务。7月16日，伊犁哈萨克自治州党委、政府批准成立天北新区。9月18日，根据伊犁哈萨克自治州党委、人民政府批复，天北新区正式挂牌成立。采用一套班子、两块牌子的兵地共建管理模式，是农七师和奎屯市人民政府的共同派出机构。

## 行政区划
天北新区下辖以下地区：
夏哈拉社区、毓秀里社区、天香里社区、绿莹里社区、绿波里社区、英华里社区和酒香园社区。